# Коджа-Мехмед Рагип-паша
Коджа-Мехмед Рагип-паша (1698 — 8 квітня 1763) — державний та військовий діяч Османської імперії, великий візир в 1757—1763 роках.

## Життєпис
За походженням був турок. Син Шевкі Мехмеда-ефенді, катіба (секретаря) деферхана (державної скарбниці). Здобув всебічну освіту, зокрема вільно володів арабської й перською мовами. Після завершення освіти в палацовій школі Ендерун Мехмед Рагип працював в різних частинах імперії в якості державного службовця: головним скарбником Багдадського еялету.
1739 року брав участь в укладання Белградського мирного договору. домігся більш вигідних умов для Османської імперії, незважаючи на поразки. так, Російська імперія не була допущена до фортів Чорного моря. У 1740 році призначається раїс-уль-куттаб (на кшталт міністра закордонних справ).
1744 року отримує важливу посаду бейлербея Єгипетського еялету. Намагався завадити посиленню нового мамлюцького клану аль-Каздаглія, проте марно. Невдовзі фактична влада в провінції зосередилася в руках Ібрагіма-катходи, що спирався на яничар та рештки клану Касимія, якого підтримував Ридван-катхода з клану аль-Джалфія і абази. Зрештою спроби покласти край посиленню цих двох не мали успіху. Під тиском мамлюків, оджаків яничар і абазів Рагип-паша пішов у відставку 1748 року. З цього часу вплив османської адміністрації все більше втрачається.
1750 року стає пашою Сідонського еялету. 1755 року призначається очільником еялетів Ракка і Алеппо. 1756 року повертається до Стамбулу.
1757 року призначено великим візиром. 1758 року оженився на Саліхе-хатун, сестрі султана Мутафи III. На своїй посаді здійснив реформи османської адміністрації та скарбниці. Разом з тим вважав, що для відновлення потуги імперії необхідно деякий час дотримуватися миру із сусідами. При цьому не скористався сприятливою ситуацією для нападу на Австрію, яка значні зусилля витрачала в Семирічній війні. 
Водночас відзначився як меценат, що підтримувавпоетів та інших літераторів, зібрав значну бібліотеку. також за власний кошт побудував бібліотеку, фонтан та школу в стамбульського районі Коска (Лалелі).
Помер у 1763 році.

## Творчисть
Був одним з головних османських представників поезії у жанрі диван XVIII ст. Його вірші переважно насичені східною мудрістю. Вірші складав арабською, турецької і фарсі. У 1836 і 1859 роках його вірші було зібрано в один диван. Також в доробку є праціз будівництво («Мюншеат»), історії («Тахкік ве Тевфік», «Мекмуа Рагип-паши»)